# Военный баланс
«Военный баланс» (англ. The Military Balance) — ежегодный бюллетень с обзором военных потенциалов государств мира, который выпускается на английском языке Международным институтом стратегических исследований с 1959 года.

## Формы публикации
Бюллетень доступен как в печатном, так и в электронном виде. Электронная версия распространяется в формате PDF.

## Содержание
Бюллетень состоит из двух частей:
- Первая, основная часть, именуемая «Потенциалы, тенденции и экономика» (англ. Capabilities, Trends and Economics), представляет собой подборку аналитических материалов, разделённую по тематическим разделам.
- Вторая короткая вспомогательная часть «Примечания» (англ. Reference) содержит расшифровку сокращённых обозначений, применяемых в первом разделе, а также алфавитный указатель государств по страницам.

Первая глава бюллетеня содержит статьи по анализу военных реформ в государствах, изменения военно-политической обстановки в мире, обзор специальных операций. В главе имеются поясняющие графики и схематические изображения.
Вторая глава посвящена новостям в сфере оборонной промышленности, общей статистике оборонных расходов, выборочным подборкам об образцах вооружений.
Главы с третьей по девятую посвящены анализу оборонного потенциала по государствам в виде отдельных статей. Статьи о государствах размещены в следующем порядке по регионам:
- Глава 3 — Северная Америка (США и Канада);
- Глава 4 — Европа;
- Глава 5 — Государства бывшего СССР;
- Глава 6 — Азия (кроме государств Ближнего Востока);
- Глава 7 — Ближний Восток и Северная Африка;
- Глава 8 — Латинская Америка и Карибские государства;
- Глава 9 — Чёрная Африка (государства южнее Сахары).

Анализ оборонного потенциала производится по следующим показателям за предыдущие два отчётных года:
- Валовой внутренний продукт (как в собственной валюте, так и в долларах США):
  - рост валового внутреннего продукта;
  - валовой внутренний продукт на душу населения.
- Инфляция за годовой период;
- Государственный долг;
- Численность населения государства:
  - гендерное соотношение жителей по возрастным группам.

Рассматриваются военные реформы, закупки вооружения, изменения в военной доктрине государства, увеличение/уменьшение военных расходов, а также участие государства в вооружённых конфликтах, совершённые за предыдущий отчётный год.
Анализ вооружённых сил государства приводится по следующим параметрам:
- Состав вооружённых сил государства:
  - Состав воинских формирований по ведомствам, родам войск и региональным командованиям;
  - Численность и вооружение по видам вооружённых сил, по родам войск и региональным командованиям.

Заключительная десятая глава первой части содержит выборочные материалы, посвящённые сравнению военных потенциалов некоторых государств, военным учениям, которые были проведены за предыдущий отчётный год, аналитические статьи о сравнении военной техники и т. д.

## Оценка
Эксперт «Центра анализа стратегий и технологий» Руслан Пухов на основе The Military Balance 2015 отмечает следующие особенности: издание «Военный баланс» представляет собой качественный комплексный обзор вооружённых сил стран мира, там делается попытка привести краткий, но достаточно полный анализ основных аспектов и тенденций их развития в связи с национальной экономикой, политикой и общими трендами развития военного дела. Бюллетень положительно характеризуется наличием разделов со сводной военной и военно-экономической статистикой. В сведениях издания имеется множество мелких неточностей в цифрах, в данных о состоянии вооружённых сил тех или иных государств, которые, по мнению эксперта, вызваны относительно сжатыми сроками при подготовке материала и, в сущности, являются неизбежными. Значение The Military Balance особо заметно на фоне отсутствия полноценных открытых изданий на русском языке соответствующего уровня и профиля.
Дейл Уолтон из Редингского университета также указывает, что несмотря на неизбежность ошибок при анализе большого массива информации, особенно в условиях, когда многие государства весьма закрыты в отношении военных вопросов и даже распространяют намеренную дезинформацию в этой области, издатель The Military Balance, Международный институт стратегических исследований, «заслужил безупречную репутацию, предлагая лучшую сравнительную военную информацию, которая находится в открытом доступе».